# Котилів
Котилів — річка  в Україні, у Новоселицькому  районі Чернівецької області, ліва притока  Динівки (басейн Дунаю).

## Опис
Довжина річки приблизно 17 км. Формується з багатьох безіменних струмків.  

## Розташування
Бере  початок у Малинівці. Тече переважно на південний  схід через Котелеве і між Ванчинець та Ванчиківці впадає у річку Динівку, ліву притоку Пруту.